# Teobald II Ordelaffi
Teobald II Ordelaffi fou fill de Jordi Ordelaffi. A la mort del pare fou posat sota la protecció de Felip Maria Visconti de Milà, i aquest va assolir de fet el poder el 1424 a Forlì. Teobald va participar aquest any al setge del castell de Fiumana. El comte de Carmagnola va intervenir a favor de Florència. Teobald va morir el 1425 i finalment Felip Maria Visconti va decidir renunciar a Forlì i Imola a favor del Papa el 1426.